# Codice Ramírez

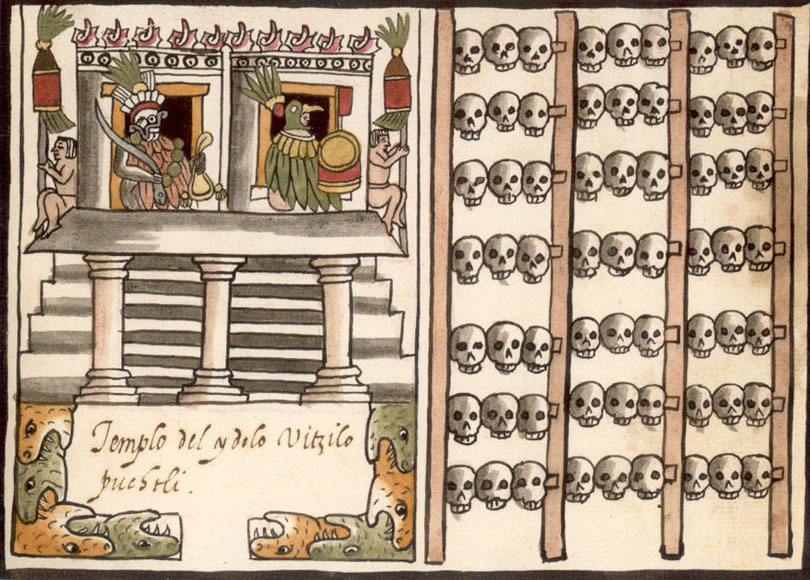
Raffigurazione di uno tzompantli, affiancata a quella di un tempio dedicato a Huitzilopochtli, dal manoscritto di Juan de Tovar

Il Codice Ramírez, conosciuto anche come Codice Tovar è un codice manoscritto del tardo XVI secolo scritto nel Messico post conquista spagnola e intitolato effettivamente Relación del origen de los indios que hábitan esta Nueva España según sus Historias ("Relazione delle origini degli Indiani che abitano questa Nuova Spagna secondo le loro storie").
Il codice viene attribuito a Juan de Tovar, tuttavia la maggioranza degli studiosi ritiene che egli abbia basato il suo lavoro su di una precedente fonte in lingua Nahuatl, ora perduta. 
Questa fonte, spesso definita come Crónica X (Cronaca X), sarebbe stata scritta da uno o più Aztechi cristianizzati poco tempo dopo la conquista, e si ritiene che abbia influenzato diversi dei primi codici post conquista, ad esempio il Codice Durán e il Codice Acosta, oltre naturalmente al Ramírez.
Il codice fu creato usando tecniche tradizionali indigene, e consiste in quattro manoscritti che raccontano la storia degli Aztechi, a partire dal loro arrivo nella valle di Anáhuac fino alla caduta di Tenochtitlán. In esso vengono anche descritti alcuni aspetti della religione azteca.
Il Codice Ramírez fu scoperto nel 1856 nella biblioteca del convento di San Francesco  da José Fernando Ramírez. Sono rimaste solo due copie del manoscritto, una è conservata al Museo Nacional de Antropología, a Città del Messico, mentre l'altra si trova nella biblioteca privata di John Carter Brown, nel Rhode Island. 
La prima pubblicazione a stampa del Codice Ramírez è del 1847, come prefazione alla Crónica Mexicayotl, un'opera di Fernando Alvarado Tezozómoc risalente al 1598.